# 久留里神社
久留里神社（くるりじんじゃ）は、千葉県君津市浦田（上総国望陀郡）に鎮座する神社。旧社格は郷社。

## 祭神
天御中主命・伊邪那美神・天照皇大神・少彦名命・応神天皇などを祀る。

## 由緒
治安元年（1021）、久留里城主上総介平忠常が浦田妙見堂として勧請、別名を細田妙見という。平将門が勧請して「細田妙見」と称し、将門は天女を 妻として、子を産ませたという伝説もある。建久3年(1192)7月22日、源頼朝も真鶴より勝山に上陸した時に戦勝祈願し、天下統一後征夷大将軍となるや文覚の弟子頼忠上人を別当としてお礼の祭りを執り行ったことから、7月22日を神社の大祭日としている。
治安年間に創建された当時の場所は、現在地に隣接する場所にあり、細田と称されている。また久留里藩の家老を務めた森家によってその事跡を顕彰した碑が神社の隣接地に建てられている。
武田真勝や里見義堯をはじめ、江戸時代には大須賀氏・土屋氏・酒井氏などの領主の信仰も篤く、享保2年(1717)に入封した黒田直純によって久留里城築城の願文が奉納され、以後歴代藩主が崇敬してきた。大正元年9月に日本武尊・市杵島比賣命・木花之開耶比賣命・大己貴命を、同2年6月に伊邪那美神・天照皇大神・少彦名命・應神天皇を、同年9月には菅原道真命を本社に合祀。さらに昭和3年近隣の十社を合祀してその総社となった。

## その他
- 久留里は環境省の平成の名水百選の町にも選ばれている名水地で、神社の境内でも御神水として水が湧き出ている。最近ではパワースポットとしてこの御神水を求める観光客も多い。
- 妙見とは北極星を神格化したもので、その姿は亀に乗った武人であるとされていることから、境内には亀をモチーフにした像が多く見られる。
- 平将門の三男頼胤が細田妙見を参詣の際、「城は浦田山に築き、久しくこの里に留まるべし」との御託宣があったとされ、これが久留里という地名の発祥になったという説もある。

## 例大祭
- 例大祭のうち、神事は7月22日に行われるが、近年は神輿渡御については必ずしも例大祭日とはならず、7月22日前後の土曜日に「久留里夏祭り」として開催されている。

## 文化財
（件名後の括弧内は指定の種別と年月日）

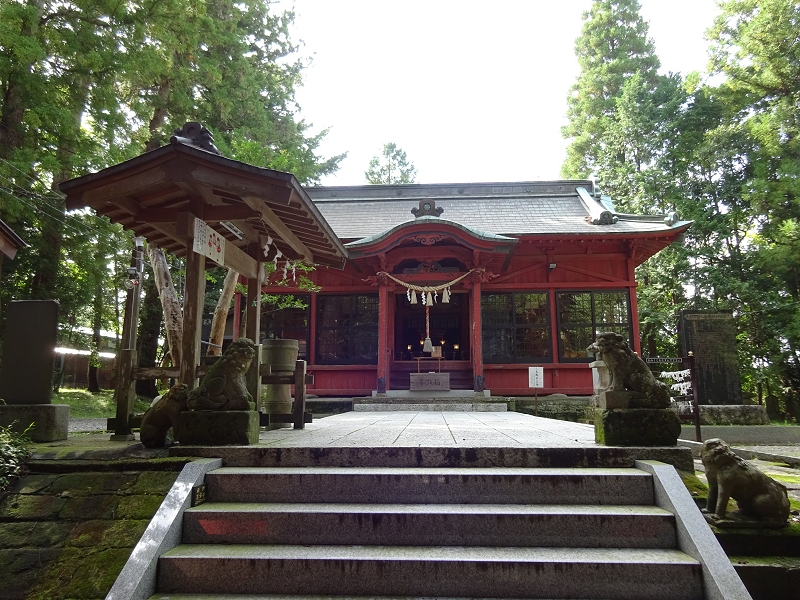
久留里神社拝殿

- 久留里神社本殿　（昭和50年8月4日に市指定文化財〔建造物〕に指定）

神仏習合時代の名残がうかがわれる建築物として評価されている。拝殿は、2019年の台風15号で倒壊した。

## 交通
- JR東日本久留里線久留里駅下車徒歩20分